# Stone Mountain
Stone Mountain er et kendt bjerg lokaliseret ude fra hovedstaden Atlanta i delstaten Georgia i USA. Bjerget har en højde på 514 meter og er let at bestige. Bjerget bliver i dag brugt som et parkområde som indbyggerne af Atlanta hyppigt bruger. Der er f.eks. en løberute op ad bjerget. Ved bjerget er der også en mindre forlystelsespark med minigolf og et tog der kører rundt om bjerget samt lasershow om aftenen.

## Geologi
Stone Mountain er et plutonisk bjerg. Bjerget opstod på samme tid som Blue Ridge Mountains opstod for 300-350 millioner år siden. Bjerget opstod da der kom magma op til jordens overflade. Magmaen størknede og blev til en form for granit omkring 8 km under overfladen.

## Naturen
På toppen af bjerget er der kun sten og mindre huller som er lavet af regnvand som har eroderet stenen. Dette gør at man kan få en god udsigt ud over de nærliggende skove. På en klar dag kan man se helt hen til Atlantas skyline og Kensaw Bjergene og på en klar dag kan man se Appalacherne.

## Granitskulpturen
Stone Mountain har også verdens største basrelief som er hugget ind i den nordlige side af bjerget. Skulpturen skal forestille den konfødererede præsident fra borgerkrigen, Jefferson Davis og generalerne Robert. E. Lee og Thomas J. ”Stonewall” Jackson. Relieffet er udført af Gutzon Borglum, søn af en dansk emigrant, og finansieret af Ku Klux Klan.
Hele den udhuggede overflade har et areal på 6.400 m2 og skulpturen er 120 meter oppe på stenmuren.